# Le Monde comme il va
Le Monde comme il va, sous-titré Vision de Babouc écrite par lui-même, est un conte philosophique de Voltaire, publié en 1748. 

## Résumé
Ituriel, un ange céleste, confie au Scythe Babouc la mission d'observer Persépolis  afin de décider si la corruption de ses habitants mérite un châtiment du ciel.
Sur son chemin, Babouc observe l'armée perse en guerre contre l'Inde et s'aperçoit que des deux côtés, tout le monde ignore la raison du conflit. Arrivé à Persépolis, il entre dans une ville bruyante et sale où l'on enterre les morts dans les églises. Mais il découvre aussi de splendides immeubles, des statues élégantes, de la musique de haute qualité. Pendant un dîner auquel il participe, il constate la conduite immorale des femmes de service, apprend que les charges publiques sont vendues, et que la levée des impôts est aux mains de quelques-uns. Il entend ensuite un sermon ennuyeux, mais applaudit une excellente pièce de théâtre, dont malheureusement l'actrice principale vit dans la misère. Après s'être fait escroquer par des marchands, il s'entend dire que ces méthodes permettent un commerce florissant. Il constate aussi que toutes les communautés religieuses se combattent mutuellement, et que les hommes de lettres ne sont que fatuité. Il est alors prêt à demander à Ituriel la destruction de la ville.
Cependant, la rencontre  d'un vieux lettré, qui lui montre qu'il y a souvent de très bonnes choses dans les abus, l'amène à modifier son point de vue : le Bien peut être caché, les communautés religieuses s'équilibrent entre elles, la vente des charges n'empêche pas les officiers et les juges d'être honnêtes et efficaces, la richesse des financiers peut être utile à l'État.
Alors Babouc fait fabriquer une statue, composée de tous les liquides toxiques de terre et des pierres les plus précieuses et les plus viles. Il l'apporte à Ituriel, lui demandant s'il la cassera, sous prétexte que tout n'y est pas or et diamants. Ituriel renonce à la destruction de la ville, car  « si tout n'est pas bien, tout est anibolant. »

## Histoire éditoriale
Composé sans doute avant Zadig, le conte est publié en 1748 sous le titre Babouc ou le monde comme il va. Le sous-titre, Vision de Babouc écrite par lui-même, sans rapport a priori avec un texte écrit à la troisième personne a donné lieu à de nombreuses interprétations, sans conclusion nette.
Il y eut peu de commentaires critiques, le texte étant resté dans l’ombre de Zadig, publié la même année. 

## Analyse
Le Monde comme il va opère une revue systématique de tous les milieux. C’est à chaque fois un flux et un reflux de répulsion et d’admiration de sorte que Persépolis semble caractérisée, dans l’ensemble comme dans le détail, par la coexistence des contraires, pendant que Babouc ne cesse de réviser les préjugés d’autrui et les siens.
Le conte fonctionne donc par additions : le poids des arguments ne dépend pas d’un simple événement, mais de l’accumulation d’une série d’actions. Babouc examine un aspect de la société après l’autre avant d’arriver à un verdict. 
Mais ce sont surtout les conseils du vieux lettré qui provoquent un basculement dans la vision des choses qu'a Babouc, allant au-delà de ses premiers jugements superficiels. Chaque comportement a priori critiquable peut avoir son bon côté. Certes, les faiblesses de la société  doivent être exposées clairement, l’injustice ne peut pas être tolérée, mais une certaine indulgence en termes de jugements moraux est permise. Ainsi Babouc et Ituriel rejettent-ils une solution draconienne, mais simpliste à un problème complexe.

## Adaptation
- L'Or et le Plomb, film d'Alain Cuniot, 1966.